# Пуденций
Пуденций (лат. Pudentius; погиб в 543) — действовавший в 530—540-х годах в Триполитании византийский военачальник.

## Биография
Основной нарративный источник о Пуденции — «Война с вандалами» Прокопия Кесарийского. Позднее данные свидетельства были использованы Феофаном Исповедником в его «Хронографии».
Первые сведения о Пуденции относятся к первой половине 530-х годов, когда он был подданным вандальского короля Гелимера. Весной или в начале лета 533 году он, будучи потомком римских аристократов и знатным жителем Триполи, возглавил восстание против вандалов и захватил власть над этим городом. Гелимер уже собирал войско для подавления мятежа, но ему помешало новое восстание: на этот раз Годы на Сардинии. Тем временем, стремясь заручиться поддержкой Юстиниана I, Пуденций написал императору письмо с просьбой о военной помощи в обмен на передачу Триполитании византийцам. В ответ Юстиниан I отправил к мятежникам небольшое войско во главе с Таттимутом, которое совместно со сторонниками Пуденция подчинило Триполитанию власти императора. Успеху этого завоевания способствовало отсутствие у вандалов здесь достаточного для отпора захватчикам количества воинов. Эти события произошли ещё до того, как в Вандальское королевство прибыла основная византийская армия под командованием Велизария.
Однако уже зимой 533/534 года в Триполитании у византийцев возникли серьёзные разногласия с вождями маврусиев. Так как берберы начали «теснить» византийцев, для борьбы с ними Велизарий послал Пуденцию и Таттимуту войско. В результате власть императора над этим районом Африки была снова восстановлена.
Последнее упоминание о Пуденции относится к 543 году. Тогда он с согласия византийского наместника Сергия позволил посетить Лептис-Магну восьмидесяти старейшинам жившего поблизости племени левафы. Те утверждали, что прибыли для получения от византийцев традиционных даров, должностей и гарантий неприкосновенности своих владений. В действительности же, по утверждению Прокопия Кесарийского, они намеревались убить Сергия. Как бы то ни было, во время аудиенции у Сергия между берберами и византийцами возникла ссора. В завязавшейся схватке были перебиты все вожди, кроме одного, сумевшего бежать и сообщить об их гибели своим единоплеменникам. Это убийство стало причиной антивизантийского восстания в Триполитании, во время которого берберы в окрестностях Лептис-Магны сразились с войском Сергия и Пуденция. Хотя успех в битве сначала сопутствовал византийцам, гибель Пуденция, «проявившего неразумную храбрость» во время преследования берберов, вынудила Сергия отступить в Лептис-Магну.